# الافضل محمد
الافضل محمد (عربی: الأفضل محمد؛ unknown – 1341)، آخرین امیر ایوبی حمات بود که از سال ۱۳۳۱ تا ۱۳۴۱ بر این امارت حکم راند. پس از آن این شهر به طور تحت حاکمیت مستقیم ممالیک قرار گرفت.